# Antegibbaeum fissoides
Az Antegibbaeum fissoides a szegfűvirágúak (Caryophyllales) rendjébe, ezen belül a kristályvirágfélék (Aizoaceae) családjába tartozó faj.
Nemzetségének az egyetlen faja.

## Előfordulása
Az Antegibbaeum fissoides természetes körülmények között kizárólag a Dél-afrikai Köztársaság területén fordul elő, azaz ennek az országnak az egyik endemikus növénye. Körülbelül 300-700 méteres tengerszint feletti magasságok között él.

## Megjelenése
Pozsgás növény, amely csak 5-10 centiméter magasra nő meg.

### Fordítás
- Ez a szócikk részben vagy egészben  az   Antigibbaeum fissoides című spanyol Wikipédia-szócikk ezen változatának fordításán alapul.  Az eredeti cikk szerkesztőit annak laptörténete sorolja fel. Ez a jelzés csupán a megfogalmazás eredetét és a szerzői jogokat jelzi, nem szolgál a cikkben szereplő információk forrásmegjelöléseként.